# Xenoschesis flavopicta
Xenoschesis flavopicta là một loài tò vò trong họ Ichneumonidae.